# Donald Pleasence
Donald Henry Pleasence (AFI: [ˈplɛzəns]; Worksop, 5 ottobre 1919 – Saint-Paul-de-Vence, 2 febbraio 1995) è stato un attore britannico.
Interprete valente di solida formazione teatrale, tra i ruoli maggiormente conosciuti della sua pluridecennale carriera spiccano quello dello psichiatra Sam Loomis nella serie horror di Halloween (dal 1978 al 1995), del tenente di squadriglia Colin Blythe ne La grande fuga (1963), del marito umiliato in Cul-de-sac (1966), di Ernst Stavro Blofeld, nemesi storica di James Bond, in Agente 007 - Si vive solo due volte (1967) e del presidente degli Stati Uniti in 1997: Fuga da New York (1981).

## Biografia
Nacque a Worksop, nella regione del Nottinghamshire, in Inghilterra, da Alice e Thomas Stanley Pleasence. La sua famiglia era composta da impiegati ferroviari; suo nonno era addetto alle segnalazioni, mentre suo padre e suo fratello erano capistazione. Dopo aver tentato invano di ottenere una borsa di studio per la RASA, si diede alla stessa occupazione dei familiari, divenendo un impiegato presso la stazione del padre, prima di diventare capostazione a Swinton, nello Yorkshire.

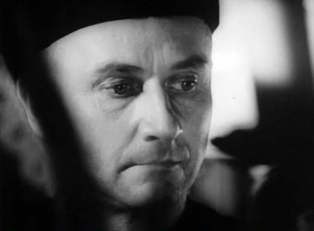
Donald Pleasence nel trailer di Cerimonia per un delitto (1966)

Scrisse a varie compagnie teatrali in cerca di un impiego e fu accettato da una compagnia di Jersey nella primavera del 1939, ottenendo l'incarico di assistente direttore di scena. Il suo debutto come attore avvenne con la trasposizione teatrale di Cime tempestose, alla vigilia della seconda guerra mondiale. Nel 1942 interpretò Curio in La dodicesima notte, ma la sua carriera fu interrotta per prestare servizio militare nella Royal Air Force. Venne catturato in Francia e poi incarcerato in un campo di prigionia tedesco.
Una volta rimpatriato, Pleasence ritornò sulle scene recitando ne I fratelli Karamazov, prodotto e diretto da Peter Brook e con Alec Guinness protagonista, pur perdendosi la prima perché malato di morbillo. A ciò seguì un impiego a Broadway con la compagnia di Laurence Olivier e gli allestimenti di Cesare e Cleopatra di George Bernard Shaw e Antonio e Cleopatra di William Shakespeare. Tornato in Inghilterra ricevette il plauso della critica per la sua performance in La scelta di Maggie. Nel 1952 iniziò a lavorare sul piccolo schermo, ottenendo ruoli modesti. Divenne noto grazie alla sua interpretazione del principe Giovanni nella serie televisiva Robin Hood. Nel 1962 venne contattato da Buck Houghton, produttore della serie Ai confini della realtà, per apparire come guest star nell'episodio Il cambio della guardia.
Il suo esordio nel mondo del cinema avvenne nel 1954 con Il grande flagello. Del 1963 è il suo primo ruolo di rilievo in The Caretaker - Il guardiano, tratto da un dramma di Harold Pinter già interpretato da Pleasence a teatro. In quello stesso anno fu nel cast de La grande fuga. Nel 1966 venne diretto da Roman Polański in Cul-de-sac. Nel 1967 recitò in Agente 007 - Si vive solo due volte, dando per la prima volta un volto al personaggio di Ernst Stavro Blofeld, il diabolico capo della SPECTRE, nemico numero uno di James Bond. 
Nel 1973 ebbe il ruolo di antagonista in un episodio della serie televisiva Colombo, dove interpretò un produttore di vino di origine italiana. Dopo aver preso parte ad un considerevole numero di pellicole, nel 1978 accettò di interpretare il ruolo del dott. Loomis in Halloween - La notte delle streghe di John Carpenter (ruolo che avrebbe ricoperto in molti film della saga), ottenendo così la sua definitiva consacrazione internazionale. Tornò a lavorare con Carpenter nel film d'azione 1997: Fuga da New York (1981), nel quale interpretò il presidente degli Stati Uniti d'America prigioniero di una banda di criminali metropolitani, e nell'horror demoniaco Il signore del male (1987). 
Lavorò spesso in produzioni italiane: interpretò il ruolo del "Dottore" in ...altrimenti ci arrabbiamo! (1974), fu un entomologo paraplegico in Phenomena di Dario Argento e un commissario di polizia in Sotto il vestito niente di Carlo Vanzina, entrambi del 1985. Nel 1991, sempre diretto da Vanzina, interpretò il banchiere Ripa in Miliardi. La sua ultima apparizione sul grande schermo fu nel giallo Fatal Frames - Fotogrammi mortali di Al Festa, uscito nel 1997.
Pleasence morì in Francia, il 2 febbraio 1995, all'età di 75 anni, a seguito di complicazioni dovute ad un intervento chirurgico per la sostituzione di una valvola cardiaca, subito nel dicembre precedente. Il corpo fu cremato.

## Vita privata
Pleasence si sposò quattro volte: la prima con l'attrice Miriam Raymond (1941-1958), dalla quale ebbe le figlie Angela e Jean; la seconda con la cantante e attrice Josephine Crombie (1959-1970), dalla cui unione nacquero le figlie Lucy e Polly Jo; la terza con l'attrice Meira Shore (1970-1988), dal cui matrimonio nacque la sua ultima figlia Miranda; la quarta e ultima volta con Linda Kentwood (dal 1988 fino alla morte).

## Filmografia

Donald Pleasence nel 1973

### Cinema
- Il grande flagello (The Beachcomber), regia di Muriel Box (1954)
- Orders Are Orders, regia di David Paltenghi (1955)
- Febbre bionda (Value for Money), regia di Ken Annakin (1955)
- Nel 2000 non sorge il sole (1984), regia di Michael Anderson (1956)
- La tenda nera (The Black Tent), regia di Brian Desmond Hurst (1956)
- L'uomo nel cielo (The Man in the Sky), regia di Charles Crichton (1957)
- Manuela, regia di Guy Hamilton (1957)
- Il capitano soffre il mare (Barnacle Bill), regia di Charles Frend (1957)
- Verso la città del terrore (A Tale of Two Cities), regia di Ralph Thomas (1958)
- Heart of a Child, regia di Clive Donner (1958)
- Il vento non sa leggere (The Wind Cannot Read), regia di Ralph Thomas (1958)
- Oltre il confine (The Man Inside), regia di John Gilling (1958)
- I due volti del generale Ombra (The Two-Headed Spy), regia di André De Toth (1958)
- I giovani arrabbiati (Look Back in Anger), regia di Tony Richardson (1959)
- Ombre sul Kilimanjaro (Killers of Kilimanjaro), regia di Richard Thorpe (1959)
- La battaglia dei sessi (The Battle of the Sexes), regia di Charles Crichton (1959)
- Le jene di Edimburgo (The Flesh and the Fiends), regia di John Gilling (1960)
- La spia di Scotland Yard (The Shakedown), regia di John Lemont (1960)
- L'assassino è alla porta (Hell Is a City), regia di Val Guest (1960)
- Il circo degli orrori (Circus of Horrors), regia di Sidney Hayers (1960)
- Figli e amanti (Sons and Lovers), regia di Jack Cardiff (1960)
- The Big Day, regia di Peter Graham Scott (1960)
- Suspect, regia di John e Roy Boulting (1960)
- La storia di David (A Story of David), regia di Bob McNaught (1960)
- Le mani dell'altro (The Hands of Orlac), regia di Edmond T. Gréville (1960)
- Eri tu l'amore (No Love for Johnnie), regia di Ralph Thomas (1961)
- The Wind of Change, regia di Vernon Sewell (1961)
- Spare the Rod, regia di Leslie Norman (1961)
- Sette allegri cadaveri (What a Carve Up!), regia di Pat Jackson (1961)
- L'ispettore (The Inspector), regia di Philip Dunne (1962)
- La grande fuga (The Great Escape), regia di John Sturges (1963)
- The Caretaker - Il guardiano (The Caretaker), regia di Clive Donner (1963)
- Dr. Crippen, regia di Robert Lynn (1963)
- La più grande storia mai raccontata (The Greatest Story Ever Told), regia di George Stevens (1965)
- La carovana dell'alleluia (The Hallelujah Trail), regia di John Sturges (1965)
- Cul-de-sac, regia di Roman Polański (1966)
- Cerimonia per un delitto (Eye of the Devil), regia di J. Lee Thompson (1966)
- Viaggio allucinante (Fantastic Voyage), regia di Richard Fleischer (1966)
- La notte dei generali (The Night of the Generals), regia di Anatole Litvak (1967)
- Agente 007 - Si vive solo due volte (You Only Live Twice), regia di Lewis Gilbert (1967)
- Matchless, regia di Alberto Lattuada (1967)
- Creature of Comfort, regia di Graham Driscoll (1968)
- Costretto ad uccidere (Will Penny), regia di Tom Gries (1968)
- The Other People, regia di David Hart (1968)
- Evviva la libertà (Mr. Freedom), regia di William Klein (1969)
- La pazza di Chaillot (The Madwoman of Chaillot), regia di Bryan Forbes (1969)
- Arthur! Arthur!, regia di Samuel Gallu (1969)
- Soldato blu (Soldier Blue), regia di Ralph Nelson (1970)
- L'uomo che fuggì dal futuro (THX 1138), regia di George Lucas (1971)
- Wake in Fright, regia di Ted Kotcheff (1971)
- Il ribelle di Scozia (Kidnapped), regia di Delbert Mann (1971)
- The Jerusalem File, regia di John Flynn (1972)
- Il pifferaio di Hamelin (The Pied Piper), regia di Jacques Demy (1972)
- Tutte le donne del re (Henry VIII and His Six Wives), regia di Waris Hussein (1972)
- Sole rosso sul Bosforo (Innocent Bystanders), regia di Peter Collinson (1972)
- Wedding in White, regia di William Fruet (1972)
- The Rainbow Boys, regia di Gerald Potterton (1973)
- Non prendete quel metrò (Death Line), regia di Gary Sherman (1973)
- Delirious (Tales That Witness Madness), regia di Freddie Francis (1973)
- La bottega che vendeva la morte (From Beyond the Grave), regia di Kevin Connor (1973)
- ...altrimenti ci arrabbiamo!, regia di Marcello Fondato (1974)
- Il caso Drabble (The Black Windmill), regia di Don Siegel (1974)
- La loba y la Paloma, regia di Gonzalo Suárez (1974)
- The Mutations, regia di Jack Cardiff (1974)
- La baia di Malachi (Malachi's Cove), regia di Henry Herbert (1974)
- Barry McKenzie Holds His Own, regia di Bruce Beresford (1974)
- Sharon's Baby (I Don't Want to Be Born), regia di Peter Sasdy (1975)
- Incredibile viaggio verso l'ignoto (Escape to Witch Mountain), regia di John Hough (1975)
- La rotta del terrore (Journey Into Fear), regia di Daniel Mann (1975)
- Pazzo pazzo West! (Hearts of the West), regia di Howard Zieff (1975)
- Tempi brutti per Scotland Yard (Trial by Combat), regia di Kevin Connor (1976)
- La valle del Minotauro (The Devil's Men), regia di Kostas Karagiannis (1976)
- Goldenrod, regia di Harvey Hart (1976)
- The Passover Plot, regia di Michael Campus (1976)
- Gli ultimi fuochi (The Last Tycoon), regia di Elia Kazan (1976)
- La notte dell'aquila (The Eagle Has Landed), regia di John Sturges (1976)
- Artigli (The Uncanny), regia di Denis Héroux (1977)
- Bentornato Dio! (Oh, God!), regia di Carl Reiner (1977)
- Telefon, regia di Don Siegel (1977)
- Rosso nel buio (Les liens de sang), regia di Claude Chabrol (1978)
- L'assassino della domenica (Tomorrow Never Comes), regia di Peter Collinson (1978)
- La pantera assassina (Night Creature), regia di Lee Madden (1978)
- Sgt. Pepper's Lonely Hearts Club Band, regia di Michael Schultz (1978)
- Il gioco del potere (Power Play), regia di Martyn Burke (1978)
- CIA contro KGB (L'ordre et la sécurité du monde), regia di Claude d'Anna (1978)
- Halloween - La notte delle streghe (Halloween), regia di John Carpenter (1978)
- Labirinto (L'homme en colère), regia di Claude Pinoteau (1979)
- Relazioni disperate (Good Luck, Miss Wyckoff), regia di Marvin J. Chomsky (1979)
- Dracula, regia di John Badham (1979)
- Nel mirino del giaguaro (Jaguar Lives!), regia di Ernest Pintoff (1979)
- L'uomo puma, regia di Alberto De Martino (1980)
- Il club dei mostri (The Monster Club), regia di Roy Ward Baker (1980)
- 1997: Fuga da New York (Escape from New York), regia di John Carpenter (1981)
- Halloween II - Il signore della morte (Halloween II), regia di Rick Rosenthal (1981)
- Il tesoro dello Yankee Zephyr (Race for the Yankee Zephyr), regia di David Hemmings (1981)
- Nel buio da soli (Alone in the Dark), regia di Jack Sholder (1982)
- The Devonsville Terror, regia di Ulli Lommel (1983)
- Frankenstein's Great Aunt Tillie, regia di Myron J. Gold (1984)
- I predatori dell'anno Omega (Warrior of the Lost World), regia di David Worth, (1984)
- I guerrieri del vento (The Ambassador), regia di J. Lee Thompson (1984)
- C'è qualcosa di strano in famiglia (Where Is Parsifal?), regia di Henri Helman (1984)
- Il nido dell'aquila (A Breed Apart), regia di Philippe Mora (1984)
- Terrore in sala (Terror in the Aisles), regia di Andrew J. Kuehn – documentario (1984)
- Black Arrow, regia di John Hough (1985)
- Phenomena, regia di Dario Argento (1985)
- The Corsican Brothers, regia di Ian Sharp (1985)
- Il tesoro dell'Amazzonia (The Treasure of the Amazon), regia di René Cardona Jr. (1985)
- Sotto il vestito niente, regia di Carlo Vanzina (1985)
- Onora il padre, regia di Stefano Ferrari (1986)
- Into the Darkness, regia di David Kent-Watson (1986)
- Cobra Mission, regia di Fabrizio De Angelis (1986)
- Warrior Queen, regia di Chuck Vincent (1987)
- Spettri, regia di Marcello Avallone (1987)
- Double Target - Doppio bersaglio, regia di Bruno Mattei (1987)
- Ground Zero, regia di Bruce Myles e Michael Pattinson (1987)
- Django 2 - Il grande ritorno, regia di Nello Rossati (1987)
- Il signore del male (Prince of Darkness), regia di John Carpenter (1987)
- To Kill a Stranger, regia di Juan López Moctezuma (1987)
- Un delitto poco comune, regia di Ruggero Deodato (1988)
- Animali metropolitani, regia di Steno (1988)
- Il triangolo della paura, regia di Antonio Margheriti (1988)
- Angel Hill - L'ultima missione, regia di Ignazio Dolce (1988)
- Nosferatu a Venezia, regia di Augusto Caminito (1988)
- Halloween 4 - Il ritorno di Michael Myers (Halloween 4: The Return of Michael Myers), regia di Dwight H. Little (1988)
- La guerra di Hanna (Hanna's War), regia di Menahem Golan (1988)
- Halloween 5 - La vendetta di Michael Myers (Halloween 5: The Revenge of Michael Myers), regia di Dominique Othenin-Girard (1989)
- Il mistero di casa Usher (The House of Usher), regia di Alan Birkinshaw (1989)
- Dieci piccoli indiani (Ten Little Indians), regia di Alan Birkinshaw (1989)
- Il fiume della morte (River of Death), regia di Steve Carver (1989)
- Paganini Horror, regia di Luigi Cozzi (1989)
- Sepolti vivi (Buried Alive), regia di Gérard Kikoïne (1989)
- Casablanca Express, regia di Sergio Martino (1989)
- American Risciò, regia di Sergio Martino (1989)
- Miliardi, regia di Carlo Vanzina (1991)
- Ombre e nebbia (Shadows and Fog), regia di Woody Allen (1991)
- Dien Bien Phu, regia di Pierre Schoendoerffer (1992)
- The Princess and the Cobbler, regia di Richard Williams (1993) – voce
- The Hour of the Pig, regia di Leslie Megahey (1993)
- Safe Haven, regia di Debbie Shuter (1995)
- Halloween 6 - La maledizione di Michael Myers (Halloween: The Curse of Michael Myers), regia di Joe Chappelle (1995) – postumo
- Fatal Frames - Fotogrammi mortali, regia di Al Festa (1996) – postumo

### Televisione
- BBC Sunday-Night Theatre – serie TV, 5 episodi (1952-1959)
- The Dybbuk, regia di Rudolph Cartier – film TV (1952)
- The Coiners – film TV (1954)
- Montserrat, regia di Stephen Harrison – film TV (1954)
- The Runaway Slave – film TV (1954)
- The Face of Love, regia di Alvin Rakoff – film TV (1954)
- 1984 - BBC Live TV Productions, regia della BBC Television Orchestra – film TV (1954)
- The Grove Family – serie TV, episodio 1x46 (1955)
- On Camera – serie TV, episodio 2x14 (1955)
- General Motors Presents – serie TV, episodio 4x08 (1956)
- H.M. Tennent Globe Theatre – serie TV, episodio 1x01 (1956)
- ITV Play of the Week – serie TV, episodi 1x30-5x31-11x35 (1956-1966)
- ITV Television Playhouse – serie TV, 6 episodi (1956-1959)
- Robin Hood (The Adventures of Robin Hood) – serie TV, 5 episodi (1956-1958)
- Assignment Foreign Legion – serie TV, episodio 1x23 (1957)
- Armchair Theatre – serie TV, 8 episodi (1957-1967)
- I Spy, regia di Douglas Allen – film TV (1958)
- The Killing Stones – serie TV, episodio 1x01 (1958)
- Hotel Imperial – serie TV, episodio 1x11 (1958)
- The Desk Set, regia di Willard Stoker – film TV (1958)
- Granite, regia di Brandon Acton-Bond – film TV (1958)
- The Scarf – serie TV, 6 episodi (1959)
- Guglielmo Tell (The Adventures of William Tell) – serie TV, episodio 1x37 (1959)
- The Traitor, regia di Gerard Glaister – film TV (1959)
- The Four Just Men – serie TV, episodio 1x17 (1960)
- Somerset Maugham Hour – serie TV, episodio 1x06 (1960)
- Rendezvous – serie TV, episodio 1x32 (1960)
- BBC Sunday-Night Play – serie TV, episodio 1x22 (1960)
- Interpol Calling – serie TV, episodio 1x39 (1960)
- Gioco pericoloso (Danger Man) – serie TV, episodi 1x07-1x17 (1960-1961)
- Alcoa Presents: One Step Beyond – serie TV, episodio 3x27 (1961)
- Disneyland – serie TV, episodi 8x02-8x03 (1961)
- Ai confini della realtà (The Twilight Zone) – serie TV, episodio 3x37 (1962)
- The Hatchet Man – film TV (1962)
- The Outer Limits – serie TV, episodio 1x04 (1963)
- Missione segreta (Espionage) – serie TV, episodio 1x21 (1964)
- La parola alla difesa (The Defenders) – serie TV, episodio 4x20 (1965)
- Armchair Mystery Theatre – serie TV, episodio 3x15 (1965)
- Il fuggiasco (The Fugitive) – serie TV, episodio 3x25 (1966)
- The Wednesday Play – serie TV, episodio 1x70 (1966)
- Seven Deadly Sins – serie TV, episodio 2x02 (1967)
- Il diario di Anna Frank (The Diary of Anne Frank), regia di Alex Segal – film TV (1967)
- Thirty-Minute Theatre – serie TV, episodi Taste (1967) e The News-Benders (1968)[5]
- Confession – serie TV, episodio 1x08 (1970)
- Poliziotti in cilindro: i rivali di Sherlock Holmes (The Rivals of Sherlock Holmes) – serie TV, episodio 1x05 (1971)
- Play for Today – serie TV, episodi 1x18-2x07-13x16 (1971-1983)
- Hawaii Squadra Cinque Zero (Hawaii Five-O) – serie TV, episodio 4x17 (1972)
- The Man Outside – serie TV, episodio 1x08 (1972)
- The Spirit of Dark and Lonely Water, regia di Jeff Grant – film TV (1973) - voce
- Il dottor Jekyll e Mister Hyde (Dr. Jekyll and Mr. Hyde), regia di David Winters – film TV (1973)
- I misteri di Orson Welles (Orson Welles' Great Mysteries) – serie TV, episodio 1x01 (1973)
- Colombo (Columbo) – serie TV, episodio 3x02 (1973)
- BBC2 Playhouse – serie TV, episodi 1x02-1x03-4x01 (1974-1976)
- Occupations, regia di Michael Lindsay-Hogg – film TV (1974)
- Performance – serie TV, 1 episodio (1975)
- Il conte di Montecristo (The Count of Monte-Cristo), regia di David Greene – film TV (1975)
- Shades of Greene – serie TV, episodio 1x06 (1975)
- Ubu re, regia di Paul Kafno – film TV (1976)
- Death of an Informer, regia di Francis Megahy – film TV (1976)
- Hindle Wakes, regia di June Howson e Laurence Olivier – film TV (1976)
- Gesù di Nazareth, regia di Franco Zeffirelli – miniserie TV (1977)
- The Defection of Simas Kudirka, regia di David Lowell Rich – film TV (1978)
- The Dark Secret of Harvest Home, regia di Leo Penn – miniserie TV (1978) - voce
- Il bastardo (The Bastard), regia di Lee H. Katzin – miniserie TV (1978)
- Colorado – serie TV, 12 episodi (1978-1979)
- Mrs. Columbo – serie TV, episodio 1x02 (1979)
- Le 7 città d'oro (Gold of the Amazon Women), regia di Mark L. Lester – film TV (1979)
- Il giorno in cui le allodole voleranno (Better Late Than Never), regia di Richard Crenna – film TV (1979)
- Niente di nuovo sul fronte occidentale (All Quiet on the Western Front), regia di Delbert Mann – film TV (1979)
- Il transatlantico della paura (The French Atlantic Affair), regia di Douglas Heyes – miniserie TV (1979)
- The Ghost Sonata, regia di Philip Saville – film TV (1980)
- Blade on the Feather, regia di Richard Loncraine – film TV (1980)
- Dick Turpin – serie TV, episodio 3x04 (1981)
- Computercide, regia di Robert Michael Lewis – film TV (1982)
- The Barchester Chronicles – serie TV, 7 episodi (1982)
- La padrona del gioco (Master of the Game), regia di Kevin Connor e Harvey Hart – miniserie TV (1984)
- Arco di trionfo, regia di Waris Hussein – film TV (1984)
- Naso di cane, regia di Pasquale Squitieri – film TV (1986)
- Basements, regia di Robert Altman – film TV (1987)
- Gila and Rik, regia di Enzo Doria – film TV (1987)
- The Ray Bradbury Theater – serie TV, episodio 2x07 (1988)
- La grande fuga II (The Great Escape II: The Untold Story), regia di Jud Taylor e Paul Wendkos – film TV (1988)
- Scoop, regia di Gavin Millar – film TV (1989)
- Miss Marple (Agatha Christie's Miss Marple) – serie TV, episodio 1x10 (1989)
- Moi, général de Gaulle, regia di Denys Granier-Deferre – film TV (1990)
- Donne armate, regia di Sergio Corbucci – film TV (1991)
- L'avvoltoio sa attendere, regia di Gian Pietro Calasso – film TV (1991)
- Lovejoy – serie TV, episodio 3x14 (1992)
- Screen Two – serie TV, episodio 9x04 (1993)
- The Big Freeze, regia di Eric Sykes – film TV (1993)
- Il grande amore di Ginevra (Guinevere), regia di Jud Taylor – film TV (1994)
- Signs and Wonders, regia di Maurice Phillips – film TV (1995)

## Doppiatori italiani
Nelle versioni in italiano dei suoi film, Donald Pleasence è stato doppiato da:
- Elio Pandolfi in Il pifferaio di Hamelin, Il tesoro dello Yankee Zephyr, I predatori dell'anno Omega, Nosferatu a Venezia, Casablanca Express, American Risciò, Diên Biên Phu
- Sergio Graziani in C'è qualcosa di strano in famiglia, Phenomena, Sotto il vestito niente, Django 2 - Il grande ritorno, Un delitto poco comune, Miliardi
- Gianni Bonagura ne Il caso Drabble, Halloween - La notte delle streghe, Nel mirino del giaguaro, Il club dei mostri
- Sandro Tuminelli in Artigli, 1997: Fuga da New York, Halloween 4 - Il ritorno di Michael Myers, Il grande amore di Ginevra
- Bruno Persa in Verso la città del terrore, Viaggio allucinante, La notte dei generali
- Oreste Lionello in Cul-de-sac, Colombo, ...altrimenti ci arrabbiamo!
- Antonio Guidi ne L'uomo che fuggì dal futuro, La notte dell'aquila, Dieci piccoli indiani
- Pino Locchi in Dracula, L'uomo puma, Double Target - Doppio bersaglio
- Giorgio Lopez in La grande fuga II, Halloween 6 - La maledizione di Michael Myers, Incredibile viaggio verso l'ignoto (ridoppiaggio)
- Stefano Sibaldi in Matchless, Costretto a uccidere
- Sergio Rossi in Niente di nuovo sul fronte occidentale, Spettri
- Dante Biagioni ne Il nido dell'aquila, Il fiume della morte
- Massimo Milazzo in Halloween 5 - La vendetta di Michael Myers, L'uomo che fuggì dal futuro (ridoppiaggio)
- Carlo Romano ne La grande fuga
- Giorgio Capecchi in La più grande storia mai raccontata
- Gino Baghetti ne La carovana dell'alleluia
- Nino Dal Fabbro in Tutte le donne del re
- Giampiero Albertini in Agente 007 - Si vive solo due volte
- Sergio Tedesco in Soldato blu
- Manlio Guardabassi in Non prendete quel metrò
- Marcello Mandò in Relazioni disperate
- Silvio Spaccesi ne Il conte di Montecristo
- Manlio De Angelis in Incredibile viaggio verso l'ignoto
- Riccardo Cucciolla in Gesù di Nazareth
- Adolfo Lastretti ne Il gioco del potere
- Giorgio Piazza in Telefon
- Ferruccio Amendola in Rosso nel buio
- Toni Orlandi ne L'assassino della domenica
- Giancarlo Padoan in Halloween II - Il signore della morte
- Gigi Reder in Naso di cane
- Diego Michelotti ne Gli ultimi fuochi
- Giuseppe Fortis ne Il signore del male
- Gil Baroni in Cobra Mission
- Stefano Carraro in Animali metropolitani
- Augusto Di Bono in CIA contro KGB
- Dario Penne in Paganini Horror
- Enzo Consoli ne Il mistero di casa Usher
- Paolo Lombardi in Miss Marple nei Caraibi
- Pieraldo Ferrante in Nel buio da soli
- Gianni Quillico in Robin Hood - L'eroe di Sherwood
- Gianni Musy in L'avvoltoio può attendere
- Mario Feliciani in Ombre e nebbia
- Maurizio Scattorin ne Il terrore di Devonsville
- Bruno Alessandro ne Il triangolo della paura
- Nando Gazzolo in Fatal Frames - Fotogrammi mortali